# 올리비에 메시앙

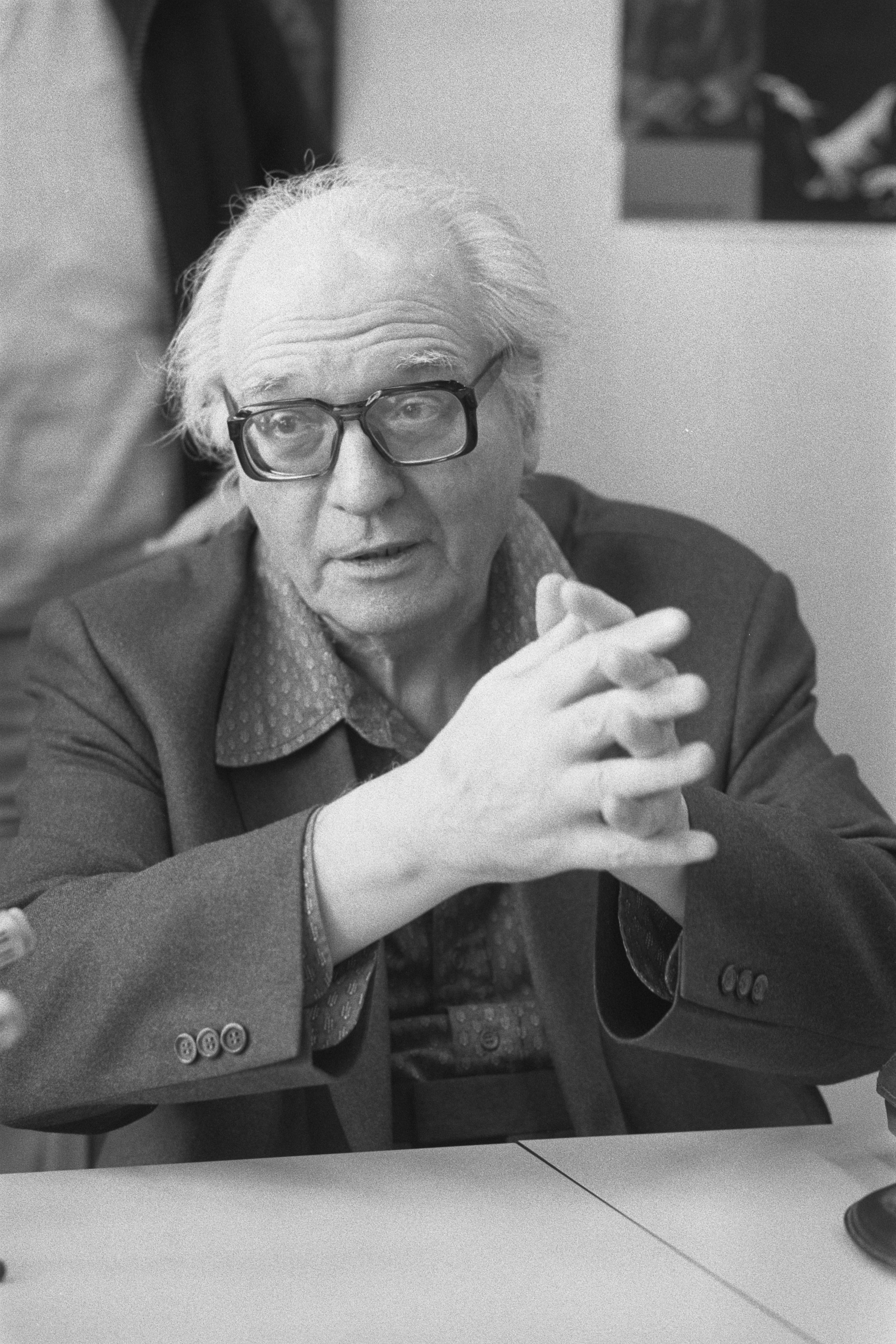
올리비에 메시앙 (1986)

올리비에 외젠 프로스페르 샤를 메시앙(Olivier Eugène Prosper Charles Messiaen, 1908년 12월 10일 - 1992년 4월 27일)은 프랑스의 작곡가, 오르가니스트, 조류학자이다. 프랑스의 아비뇽에서 태어났다. 아버지는 영문학자이고 어머니는 시인이었다.
조옮김이 제한되는 선법을 썼다.

## 생애
아비뇽에서 태어났다. 파리음악원에서 마르셀 뒤프레, 폴 뒤카스에게 사사하고 1936년 ‘젊은 프랑스’를 결성, 당시 성행하던 신고전주의적인 추상미를 추구하는 경향에 반대하며 현대에 ‘살아 있는 음악’을 창조하고, 음악을 인간과의 깊은 관계 속에서 찾으려 하는 공통된 목적에 따라 작곡활동을 했다. 1942년 모교의 교수가 되고, 1944년에는 자신의 작곡법을 종합한 책 《나의 음악어법》을 펴내 작곡계에 큰 영향을 주었다. 이 책은 오늘날까지 현대 음악어법에 귀중한 길잡이가 되고 있다.
1949년에는 피아노곡 《음가(音價)와 강도(強度)의 모드》와 《뇜 리트미크》를 발표하였는데 이것은 제2차 세계대전 후의 중요한 작법인 '총렬주의'의 출발점이 되어 피에르 불레즈, 카를하인츠 슈토크하우젠 등에게 큰 영향을 미쳤다. 또 1952년에는 파리 방송국에서 구체 음악에도 손을 대어 《음색＝지속(持續)》을 제작했다. 그 창작의 근원은 가톨릭 신앙에 있는데, 오르간곡 《주의 탄생》(1935) , 실내악곡 《시간의 종말을 위한 4중주》(1941), 피아노곡 《아멘의 환영》(1943) 《아기 예수를 향한 스무가지 시선》(1944) 등에서 잘 드러난다.
제2차 세계대전 후에는 가곡집 《아라위, 사랑과 죽음의 노래》(1945),  관현악곡 《튀랑갈릴라 교향곡》(1948), 합창곡 《5개의 르샹》(1948) 등을 비롯해 새소리를 악보에 채택한 피아노 협주곡 《새들의 눈뜸》(1952), 관현악곡 《다른 나라의 새들》(1955∼56), 피아노곡 《새의 목록》(1956∼58) 등을 작곡했으며 피아노 협주곡 《7수의 하이쿠》(1963), 합창곡 《주의 변용》(1969) 등을 작곡했다.

## 주요 작품

### 오페라
- 아시시의 성 프란시스(1975~83)

### 관현악 및 협주곡
- 눈부신 무덤(1932)
- 신성한 성례전 찬가(1932)
- 승천(1932~3)
- 튀랑갈릴라 교향곡(1946~48)
- 새들의 눈뜸(피아노, 관현악)(1953)
- 다른 나라의 새들(피아노, 11대의 목관, 7대의 타악기)(1955~56)
- 시간-색깔(1959~60)
- 7수의 하이쿠(피아노, 8대의 바이올린, 13대의 목관, 6대의 타악기)(1962)
- 하늘 도시의 색깔(피아노, 3대의 클라리넷, 10대의 금관악기, 6대의 타악기)(1963)
- 협곡에서 별들에게로(피아노, 호른, 글로켄슈필, 자일로림바, 소관현악)(1971~74)
- 색유리창과 새들(피아노, 17대의 관악기, 8대의 타악기)(1987)
- 미소(1989)
- 저쪽 너머의 불빛(1987~91)
- 삶 나무의 새(1987~91)
- 4중 협주곡(피아노, 첼로, 플루트, 오보에 독주)(1991~92)

### 가곡 및 합창
- 3개의 멜로디(1930)
- 미를 위한 시(1936; 37(관현악))
- 모테트 오 신성한 연회(1937)
- 천국과 대지의 노래(1938)
- 삶과 죽음의 노래(1945)
- 예수의 변용(1965~9)

### 실내악
- 주제와 변주(바이올린, 피아노)(1932)
- 환상곡(바이올린, 피아노)(1933; 35년에 초연, 2007년에 발견되고 발행됨)
- 시간의 종말을 위한 4중주(바이올린, 첼로, 클라리넷, 피아노)(1940)
- 검은 지빠귀(플루트, 피아노)(1952)
- 피아노 5중주를 위한 소품(1991)

### 오르간
- 주의 탄생(1935)
- 눈부시게 아름다운 몸(1939)

### 피아노
- 8개의 전주곡(1928~9)
- 아멘의 시선(1943)
- 아기 예수를 향한 스무가지 시선(1944)
- 4개의 리듬 연습곡(1949~50)
- 새의 카탈로그(1956~58)
- 정원솔새(1970~72)
- 새의 작은 소묘(1985)

### 전자음악
- 아름다운 물의 축제(1937)
- 음색=지속(1952)